# قزل قوشا
قزل قوشا یک روستا در ایران است که در دهستان ارشق غربی واقع شده‌است.